# Факультет медицини праці (Велика Британія)
Факультет медицини праці (англ. Faculty of Occupational Medicine) — професійний та освітній орган з медицини праці у Великій Британії. Він прагне забезпечити найвищі стандарти в практиці медицини праці, наглядаючи за безперервним професійним розвитком і переатестацією своїх членів.
Факультет також зосереджений на зміцненні та підтримці здоров'я на роботі, а його місія полягає в тому, щоб «покращувати здоров'я населення працездатного віку». Одним із способів досягнення цієї мети є партнерство з іншими медичними організаціями, наприклад, схема акредитації безпечної, ефективної та якісної служби охорони здоров'я, яка проводиться разом із Королівським коледжем лікарів. Факультет тісно співпрацює з урядом Великої Британії, надаючи консультації з питань медицини праці та покращення здоров'я на робочому місці.
Факультет є членом Ради з праці та здоров'я та Академії медичних королівських коледжів.

## Історія
Організація була заснована в 1978 році як факультет Королівського коледжу лікарів, ставши незалежним органом з власним управлінням, членством і фінансами в грудні 1992 року. Спочатку факультет був зосереджений виключно на професійному розвитку лікарів з професійної медицини, але з тих пір факультет розширив свій портфель кваліфікацій, включивши підтримання стандартів забезпечення професійної гігієни в таких різноманітних сферах, як загальна практика, авіаційна медицина та медицина оцінки інвалідності.

## Діяльність
Факультет в основному відповідає за освіту та підготовку лікарів, які працюють у сфері медицини праці у Великої Британії. Він розробляє та контролює впровадження спеціальної навчальної програми з медицини праці, а також керує післядипломною підготовкою в рамках НСОЗ, збройних сил і промисловості. Він також проводить іспити MFOM Частина 1 і Частина 2, які оцінюють отримувачів освіти протягом їхнього навчання, успішне завершення якого призводить, у більшості випадків, до входу до реєстру спеціалістів Генеральної медичної ради та можливості використовувати постномінальні MFOM. Обрання членів факультету до стипендій є способом факультету відзначити тих, хто зробив особливо значний внесок у практику медицини праці або зробив значний внесок у роботу факультету.
Офіційним журналом факультету є «Медицина праці та навколишнього середовища» (англ. Occupational and Environmental Medicine), щомісячний рецензований медичний журнал, який охоплює дослідження в галузі професійної та екологічної медицини. Також факультет випускає велику кількість публікацій і методичних документів, у тому числі дуже впливові «Керівництво з етики для практики гігієни праці», «Керівництво щодо зловживання алкоголем і наркотиками на робочому місці» та «Працездатність: медичні аспекти», яке зараз випущене у 5-му виданні.

## Управління
Факультетом керує опікунська рада, яка відповідає за стратегічний напрямок організації та її управління. Правління збирається чотири рази на рік, і щоб відобразити географічне розмаїття членів, два з цих засідань проводяться в офісах факультету в Лондоні, тоді як решта відбуваються в інших містах по всій Великої Британії.
Факультет зареєстрований у Комісії з питань благодійності Англії та Уельсу та Управлінні регулювання благодійних організацій Шотландії (OSCR).